# Pristaulacus strangaliae
Pristaulacus strangaliae är en stekelart som beskrevs av Sievert Allen Rohwer 1917. Pristaulacus strangaliae ingår i släktet Pristaulacus och familjen vedlarvsteklar. Inga underarter finns listade i Catalogue of Life.